# Château de Mauriac (Senouillac)
Pour les articles homonymes, voir Mauriac.
Le château de Mauriac est château français établi sur la commune de Senouillac dans le Tarn, en région Occitanie. Le château est situé au cœur des vignes de Gaillac.

## Historique

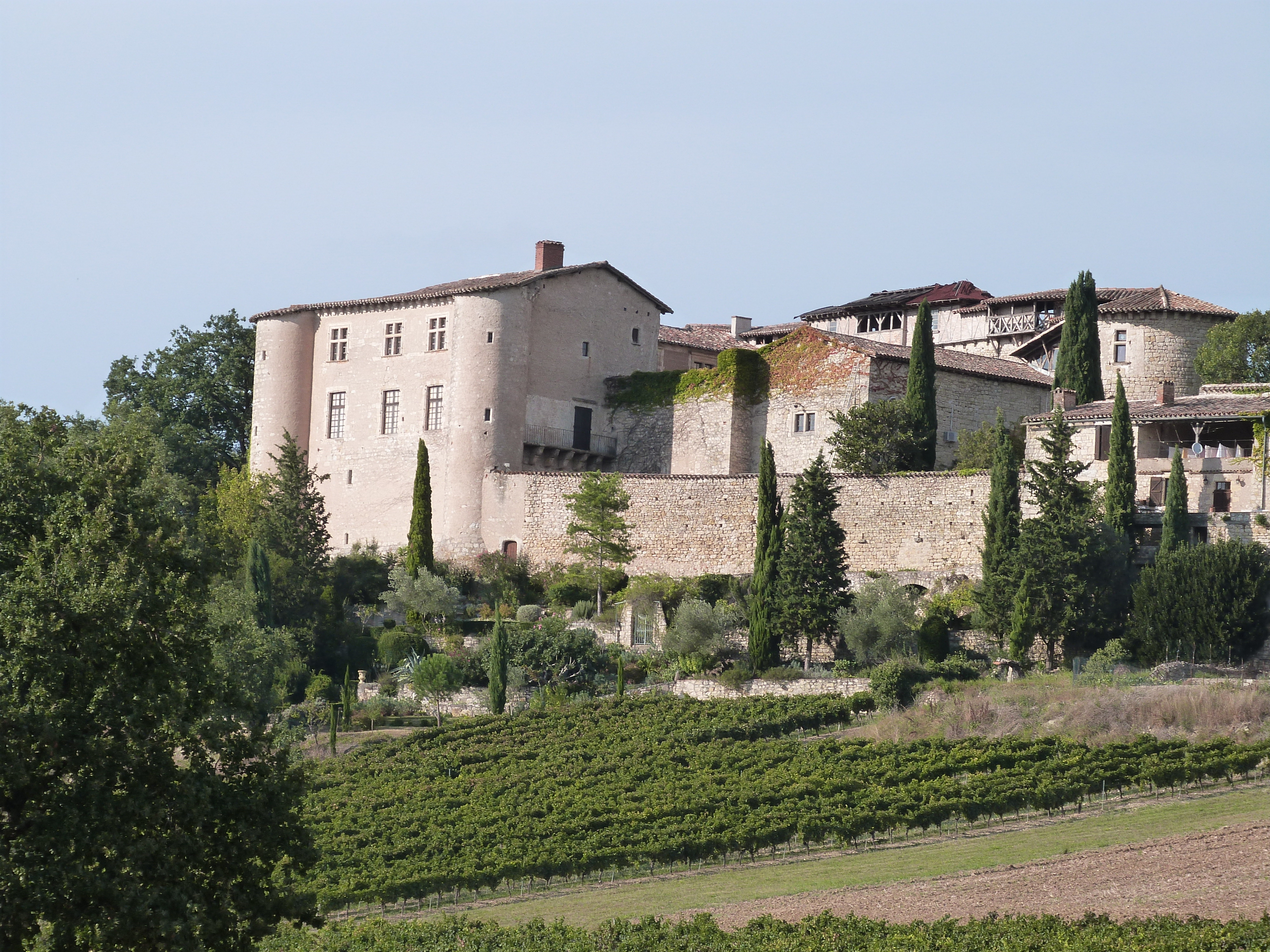
Vue d'ensemble du château de Mauriac

Le château est fondé au XIIIe siècle par Guiriaudus de Mauricius. La construction de ce château des Templiers se poursuit au XIVe siècle, puis est embelli par l'enrichissement de ses propriétaires grâce à la culture du pastel du pays de Cocagne. La cour intérieure fait une surface de 400 m² et comprend huit fenêtres à meneaux
Lors des guerres de Religion, au XVIe siècle, le chemin de ronde du château est partiellement détruit par les catholiques à cause de son propriétaire, Bertrand de Rabastens, protestant.

## AuXXIesiècle
Il appartient depuis les années 1960 au peintre Bernard Bistes, maître d'ouvrage de sa rénovation. L'artiste utilise les salles pour exposer ses peintures.
Le château est inscrit aux Monuments historiques depuis 1972.

## Sources